# Classificazione scientifica

La corrente suddivisione tassonomica, secondo la proposta del 1990 di Carl Woese

In biologia, la classificazione è un concetto che si riferisce alle modalità con le quali i biologi raggruppano, sistemano e categorizzano le varie entità al cui fondamento si trovano le specie di organismi viventi e fossili. Classificare gli oggetti vuol dire riunirli in categorie in base a quello che hanno in comune; la gerarchia delle classi di suddivisione definisce uno schema di classificazione formato da diversi livelli.
A partire dal sistema di Linneo (1707-1778), istituito con la pubblicazione del Systema naturae con il quale cercò di riunire le specie in base alle caratteristiche morfologiche condivise, questi raggruppamenti furono ininterrottamente riesaminati e rimaneggiati perfezionandoli, fino a quando essi furono riletti secondo le teorie evoluzioniste di discendenza filogenetica proposte da Charles Darwin.
La classificazione scientifica è un risultato delle scienze evolutive e deriva in parte dalla tassonomia e dalla sistematica, oltre che da tutti gli studi e le ricerche condotte per indagare sui viventi, sia dalla biologia sia da altre discipline scientifiche.

## Storia

### Antichità e Medioevo

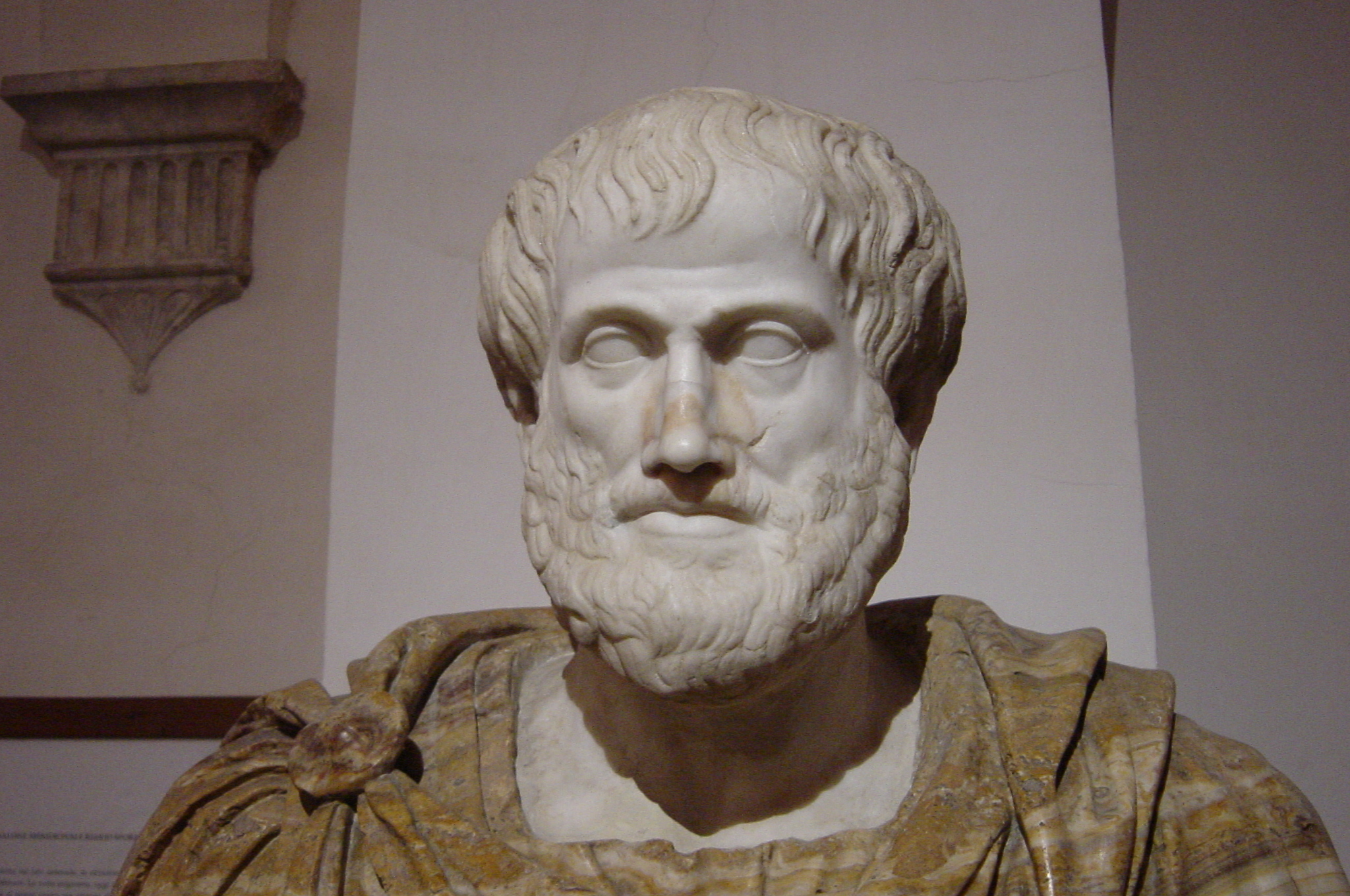
Busto di Aristotele, Roma

Il più antico sistema di classificazione delle forme di vita fu introdotto da Aristotele (384-322 a.C.), che nel suo De Anima classificò gli animali basandosi sul loro modo di locomozione e sull'ambiente in cui essi si muovevano (aria, terra o acqua).
Lo stesso Aristotele propose delle classificazioni più approfondite nelle opere Ricerche sugli animali, Le parti degli animali e Sulla generazione degli animali. Aristotele propose un sistema di classificazione basato sulle pochissime conoscenze di allora e contenente molte supposizioni; i suoi studi erano per lo più annotazioni di carattere ora anatomico ora fisiologico ora etologico.
Dalle sue notazioni emerge comunque una suddivisione del regno animale in due primi gruppi, gli Enaima (= con sangue) e gli Anaima (= senza sangue). Al primo gruppo appartenevano l'uomo, i quadrupedi, i cetacei, i pesci e gli uccelli. Al secondo appartenevano la maggior parte dei crostacei decapodi, dei molluschi e quelli che Aristotele definiva Entema, vale a dire un insieme di insetti, miriapodi, aracnidi, anellidi e vermi parassiti. Il criterio di classificazione che Aristotele adottò per gli Entema fu la suddivisione del corpo degli animali in più segmenti, separati da un'incisione (dal greco entomos), a cui appartengono una serie di appendici locomotrici. Se si escludono i vermi la definizione aristotelica di Entema si avvicina a quella contemporanea degli Artropodi.
Aristotele si interessò, seppure marginalmente, anche dei vegetali. Aristotele sosteneva che le piante si fossero originate a partire da animaletti dalle dimensioni modeste provvisti di un gran numero di zampe che, a causa di una vita sempre più immobile e sedentaria, avrebbero perso le articolazioni finali andando a sostituire le funzioni vitali svolte dalla bocca.
Le teorie zoologiche di Aristotele perdurarono per circa duemila anni, soprattutto grazie al fatto che l'aristotelismo fu assunto come scienza dalla Chiesa cattolica grazie a Origene, sant'Agostino e san Tommaso d'Aquino.
Tra i suoi discepoli scientifici si ricorda Teofrasto (373-288 a.C. circa), che per primo, nei suoi studi "Ricerche sulle piante" e "Cause delle piante", definì la differenza e la distinzione tra animale e vegetale.
Anche durante il periodo della Roma antica non mancarono approcci naturalistici, sebbene fossero caratterizzati da una continua riproduzione delle stesse tesi aristoteliche, ma alcuni tentativi di innovazione furono espressi nei libri della Storia naturale di Plinio il Vecchio (23-79 d.C.); tali innovazioni, però, consideravano anche animali fantastici, piante miracolose ed altri esemplari delle leggende e della mitologia. L'intervento di Plinio sarà alla base della nascita dei cosiddetti "bestiari medioevali", che per tutto il Medioevo confonderanno la ricerca sistematica con quella della tradizione fiabesca popolare.

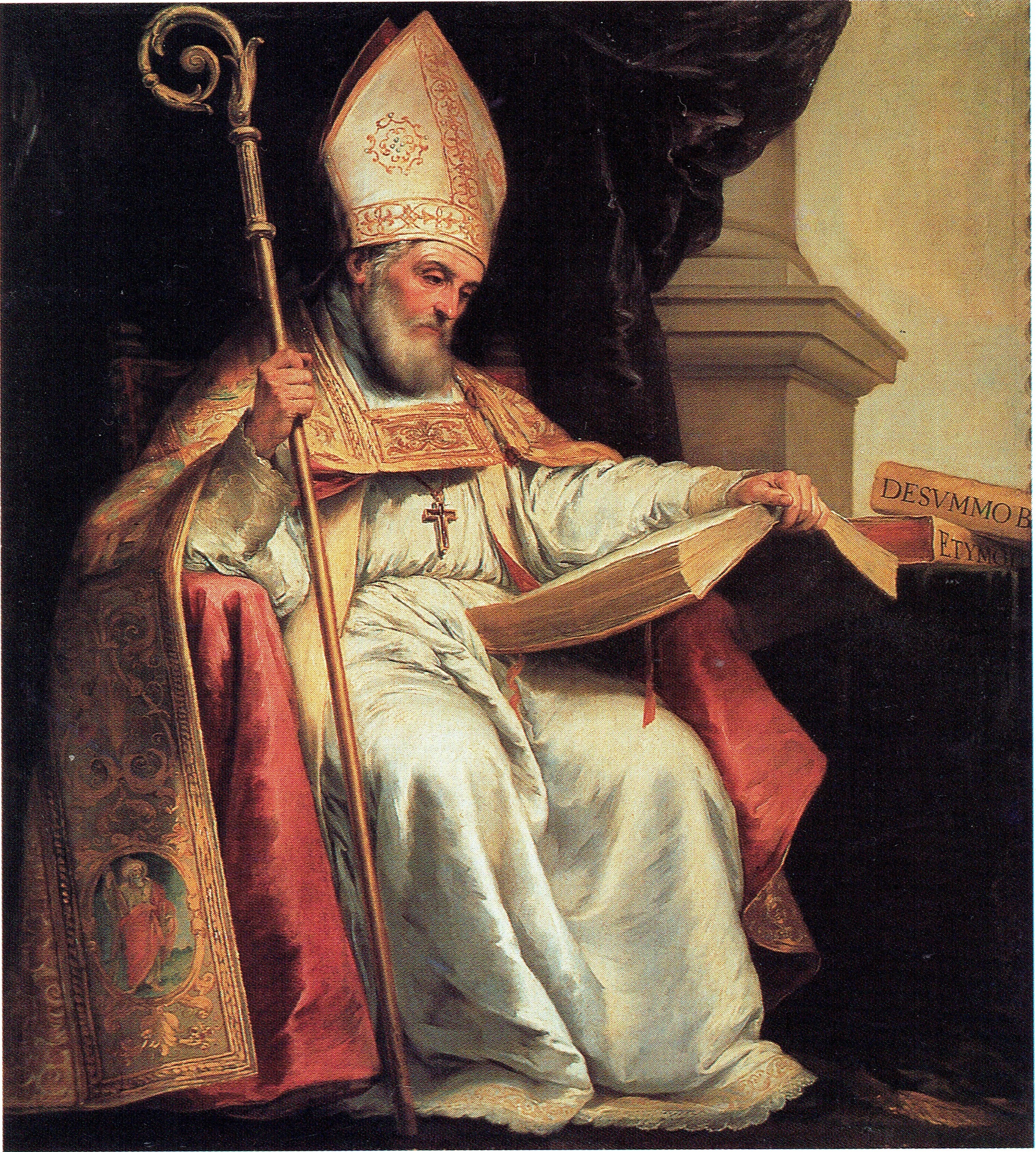
Isidoro di Siviglia, arcivescovo di Siviglia

Nonostante l'influsso del mitico va ricordato, tra gli interventi medioevali, Isidoro di Siviglia (570-636 circa), che si occupò della natura in tre dei numerosi libri che costituiscono la sua enciclopedia "Sull'origine e l'etimologia delle cose". In particolare il regno animale è suddiviso in tre gruppi principali, classificati in otto categorie (bestiame e bestie da soma, bestie selvatiche, pesci, piccoli animali, piccoli animali alati, serpenti, uccelli, vermi). Il taxon (unità tassonomica) dei vermi proposto da Isidoro inglobava in realtà anche i ragni, millepiedi, sanguisughe e differenti specie di cimici.
I lavori di Isidoro influenzarono, nel XIII secolo, il filosofo domenicano Alberto Magno (1193-1280). I suoi studi tassonomici e zoologici – influenzati dalle teorie aristoteliche – confluirono nel 1270 nell'enciclopedia "De animalibus", alquanto innovativa ma destinata a passare inosservata. Alberto Magno suddivide gli animali secondo la modalità di locomozione, quindi animali che camminano (uomo, quadrupedi), animali che volano (uccelli, pipistrelli), animali che nuotano (pesci, mammiferi marini, conchiglie) e animali che strisciano (serpenti, coccodrilli, lucertole). L'ultimo libro della sua opera è dedicato agli "animali molto piccoli" e "privi di sangue", al quale assegna gli Entema aristotelici ma anche rospi, rane, chiocciole e scorpioni. Sebbene Alberto Magno non si discosti dall'orientamento scientifico del Medioevo, la sua indagine zoologica contiene una primitiva forma di metodo scientifico, in quanto alla classificazione sistematica si associa la verifica di alcune fonti ed anche l'osservazione personale di alcuni fenomeni, come il comportamento di ragni e formiche, l'anatomia delle api e lo studio della metamorfosi delle farfalle.
Fino al Medioevo si assiste, dunque, a un primo sforzo di classificazione degli esseri viventi ma allora la zoologia era considerata una scienza affine alla teologia, generando una lunga serie di indagini che si sforzavano di individuare corrispondenze tra gli animali e i simboli divini di cui erano presunti portatori. Bisognerà attendere il periodo rinascimentale perché gli studi si allontanassero da questi concetti e cominciasse qualche tentativo di introdurre criteri più aderenti alle osservazioni della natura.

### Rinascimento
Uno spiccato senso per l'erudizione e i progressi nel campo tipografico (stampa e incisione) permetteranno durante il Rinascimento una maggiore diffusione delle conoscenze. Tra queste grande importanza ha avuto l'opera di Conrad von Gesner (1516-1565) pubblicata tra il 1551 e il 1587, "Historia animalium", a cui si deve il merito di incoraggiare i vari corrispondenti europei a rendere più certe le conoscenze zoologiche, viaggiando, raccogliendo e smentendo l'esistenza delle bestie mitologiche.
All'Historia animalium si deve comunque una classificazione molto accurata degli esemplari animali fino ad allora conosciuti, ordinati in ordine alfabetico secondo il nome latino. Per ogni animale Gesner riporta inoltre il relativo nome nelle altre lingue più comuni, antiche e moderne (sinonimia), le sue abitudini, il suo comportamento, la distribuzione diatopica, la sua eventuale utilità alimentare, le medicine e le cure che da esso si possono ricavare, le leggende ed i simboli ad esso legati.
Ulisse Aldrovandi (1522-1605) compilò un'esposizione innovativa rispetto alle precedenti; scrisse 13 volumi dedicati alla storia naturale, dei quali il più famoso fu il "De animalibus insectis" che si occupò specificamente degli insetti, seppure a questo termine diede un contenuto ancora più ampio rispetto all'Entema Aristotelico (nella classificazione degli insetti Aldrovandi inserì anche l'ippocampo, svariati invertebrati filogeneticamente lontani dagli Insetti); Aldrovandi propose una prima suddivisione di tipo ecologico (insetti acquatici e insetti terrestri) e, successivamente, classificò i gruppi risultanti a seconda della presenza o meno di zampe; il gruppo risultante provvisto di zampe venne suddiviso secondo la morfologia delle ali, ricavandone altri tre sottogruppi.
Sebbene questa classificazione degli insetti lasci a desiderare rispetto alle relative conoscenze moderne, è proprio grazie a Ulisse Aldrovandi che in Scozia, per mano di uno studioso contemporaneo chiamato Thomas Moufet (1553-1604), si avrà la fondamentale suddivisione degli Insecta in "atteri" e "alati" che sarà conservata sino ai taxon moderni di Pterygota e Apterygota. Anche Moufet, tuttavia, conserva ancora una concezione di insetto in termini aristotelici, quindi molto generale, che – nel suo caso – comprendeva anche gli stafilini, i notonetti e i vermi marini.
Sebbene gli insetti rappresentarono un utile materiale di lavoro per i primi compilatori non furono messi da parte i vegetali. John Ray (1627-1705), naturalista inglese, pubblicò infatti importanti lavori su piante ed animali. L'approccio che egli scelse per la classificazione delle piante, nel suo "Historia Plantarum", fu un importante passo verso la moderna tassonomia. Ray respinse il sistema di divisione dicotomica, col quale le specie venivano classificate basandosi su preconcetti, o altri tipi di sistemi, e classificò i vegetali in base alle somiglianze e differenze emergenti dalla loro osservazione.
In generale tra la fine del XVI e l'inizio del XVII secolo ebbero inizio accurati studi sugli organismi viventi che, diretti in un primo momento alle specie più familiari e conosciute, si estesero poi gradualmente fino a produrre una sufficiente base di conoscenze anatomiche utili alla classificazione. Successivi miglioramenti sull'uso di queste conoscenze si ebbero grazie alla ricerca di medici anatomisti, come Fabricius (1537-1619), Petrus Severinus (1580-1656), William Harvey (1578-1657) ed Edward Tyson (1649-1708).

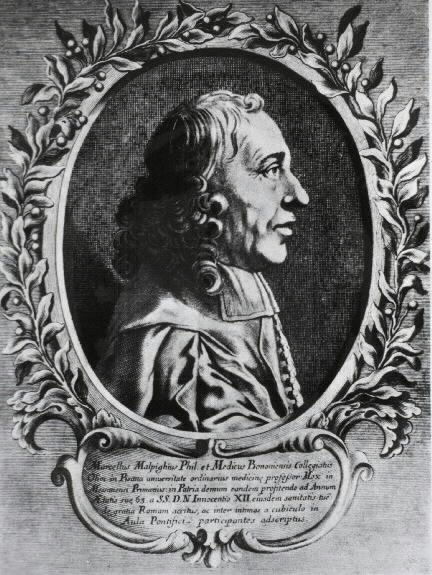
Marcello Malpighi

Di importanza fondamentale per gli studi sistematici fu l'invenzione del microscopio. Questo strumento – che inizialmente permetteva di ingrandire solo poche volte – fu la risorsa chiave per trasformare gli studiosi da semplici e passivi compilatori a metodologici osservatori in grado di verificare le proprie fonti e di raggiungere nuove scoperte.
L'importanza del microscopio si fece sentire dapprima negli studi anatomici che in questo periodo furono considerati elementi basilari per dedurre nuove classificazioni. Tra i primi microscopisti è da ricordare il bolognese Marcello Malpighi (1628-1694), considerato da molti il fondatore dell'anatomia microscopica animale e vegetale. I suoi studi equivalsero per fama a quelli di Jan Swammerdam (1637-1680), medico olandese sperimentatore e osservatore, dotato inoltre di abili qualità disegnatorie.
Entrambi furono particolarmente attenti allo sviluppo degli insetti, alla loro metamorfosi (che Swammerdam definì un mutamento morfologico progressivo e non brusco come si credeva sino ad allora) e alla definizione dei complicati apparati interni. In particolare è da ricordare la "Storia generale degli insetti" di Swammerdam, pubblicata nel 1669; dove lo studioso attua un'importante classificazione degli insetti in base al loro grado di metamorfosi (incompleta, parziale e completa; che richiamano le più attuali definizioni di ametabolia, emimetabolia e olometabolia).
Sebbene questo periodo sia ricco di interessanti scoperte scientifiche (come la scoperta degli spermatozoi e l'intuizione della partenogenesi animale da parte di Antoni van Leeuwenhoek) sarà interessante per la storia della classificazione ivi trattata citare le tesi di Antonio Vallisneri (1661-1730), allievo di Malpighi. Questi, rifiutando una proposta di classificazione morfologica come quella di Swammerdam (ma in realtà proposta anche da John Ray per quanto riguardava le piante), ne suggerì invece una di tipo ecologico. In un opuscolo scientifico Vallisneri suddivise infatti gli insetti in quattro gruppi, vale a dire gli insetti che vivono nelle piante e se ne nutrono, gli insetti che posseggono ciclo vitale acquatico, gli insetti che vivono nel sottosuolo e quelli che vivono su altri animali o al loro interno (parassiti).

### Tassonomia linneana
Due anni dopo la morte di John Ray, nacque in Svezia Carl von Linné, latinizzato in Carolus Linnaeus (1707-1778). La sua grande opera, il Systema Naturae, pubblicata nel 1735, si sviluppò attraverso 13 edizioni durante la sua vita. Linneo è maggiormente conosciuto per l'introduzione del metodo che viene oggi utilizzato dalla moderna classificazione; egli, infatti, è stato il creatore della sistematica nella sua forma attuale.
Linneo adottò la concezione di specie di Ray, ma fece del concetto una realtà pratica identificando ogni specie con un binomio latino, cioè con l'unione di due nomi: il nome del genere, comune ad una serie di specie; e il nome specifico, un epiteto che caratterizza e distingue le varie specie di quel genere. Questa convenzione viene oggi chiamata nomenclatura binomiale e il nome formato da due parti è conosciuto come nome scientifico, o nome sistematico, di una specie. Quando una specie risulta ulteriormente suddivisa, ad esempio in più sottospecie o varietà, viene allora detta nomenclatura trinomiale. La scrittura corretta di un nome scientifico prevede che il nome generico rechi la prima lettera maiuscola, che l'epiteto specifico sia scritto in minuscolo (tranne quando sia il genitivo di un nome proprio) e che siano sempre riportati i dettagli sull'autore e sulla pubblicazione del nome.
Fino a prima di Linneo una specie veniva identificata da una lunga serie di parole, aggiungendo aggettivi, attributi e nomi comuni, cosicché nessun nome veniva fissato ed accettato universalmente.
Il sistema linneano ebbe invece il vantaggio di poter identificare facilmente e in maniera inequivocabile una qualsiasi specie animale o vegetale. Esistevano in realtà già in passato alcune tracce del sistema binomiale, come in Teofrasto, Plinio il Vecchio, Gaspard Bauhin e Tournefort; ma Linneo fu il primo ad applicarle in un vero e proprio progetto sistematico, definendo inoltre una serie di categorie tassonomiche che permisero di raggruppare le specie in gruppi superiori ai singoli generi. Linneo utilizzerà in realtà questo sistema solo a partire dall'opera Species plantarum del 1753 e nella revisione del 1758 del Systema Naturae.
Col sistema linneano ogni organismo viene così posizionato, mediante una scala gerarchica, in una serie di gruppi tassonomici, detti taxa (taxon al singolare).
Le suddivisioni principali, dal più generico al più specifico, sono: regno, phylum (detto anche tipo per gli animali e divisione per le piante), classe, ordine, famiglia, genere e specie (da notare che Linneo utilizzava invece i taxa di classe, ordine, genere, specie e varietà).
La sistematica moderna prevede l'esistenza di categorie intermedie identificate dall'aggiunta di particolari prefissi, come:
- Classe
  - Sotto-classe
  - Infra-classe
- Ordine
  - Super-ordine
  - Sott-ordine
  - Infra-ordine
- ecc.

Inoltre, una specie è spesso suddivisa in sottospecie o in altre categorie intraspecifiche (varietà, cultivar, sottovarietà, razza, etc.). Altri gruppi possono essere talvolta aggiunti a quelli già elencati, come ad esempio il dominio, che viene posto al di sopra del livello del regno; la tribù, tra la famiglia ed il genere; e la sezione e la serie, tra il genere e la specie.

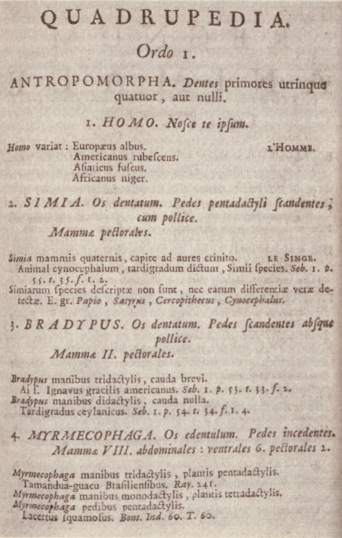
Pagina del Systema Naturae (sesta edizione 1748) inerente al raggruppamento Quadrupedia, tra cui l'Homo

Nel Systema Naturae Linneo si interessò anche dei minerali, suddividendoli in pietre, metalli, minerali e fossili. Maggiore fortuna ebbe invece la suddivisione che Linneo fece del mondo vegetale in base a delle osservazioni sugli stami (numero, dimensioni e modo di inserzione) e sui pistilli, categorizzando ben 24 classi. Questo sistema – definito "sistema sessuale" proprio perché basato sugli organi riproduttivi delle piante – ricevette grande fama e approvazione eccetto che nella regione francese, dove gli studiosi del Jardin du Roi dell'Académie des Sciences svilupparono una sistematica botanica basata non su un unico elemento di comparazione ma, al contrario, su una grande maggioranza di caratteristiche comuni tra i diversi esemplari; per questo definita in contrapposizione alla proposta linneana come sistematica naturale. Il sistema di Linneo fu definito anche "artificiale", in quanto si trovava a raggruppare nello stesso taxon piante che all'apparenza non presentavano caratteristiche comuni. La polemica tra artificialisti e naturalisti alimenterà per tutto il Settecento (sino ai primi dell'Ottocento) tesi ed opposizioni che avranno un ruolo chiave nella formazione e definizione delle scienze naturalistiche.
Le reazioni alle proposte avanzate per il regno animale (quadrupedi, uccelli, pesci, insetti, vermi e per la prima volta anfibi; per un totale di sei classi) scatenarono invece tutt'altro tipo di polemiche; soprattutto per la posizione che Linneo assegnò al genere Homo, classificato tra i quadrupedi antropomorfi assieme alle scimmie e al bradipo. I dibattiti furono essenzialmente di natura filosofico-teologica piuttosto che zoologica o sistematica, ma costrinsero comunque Linneo a spostare l'uomo, nella decima edizione del Systema Naturae, in cima alla nuova classe dei Primati etichettando per la prima volta la specie col nome di Homo sapiens.
È interessante notare che il 1º gennaio 1758, giorno della pubblicazione della decima edizione del Systema Naturae e dell'Aranei svecici di Carl Alexander Clerk (allievo di Linneo, 1709-1765), viene considerato dal Codice internazionale di nomenclatura zoologica come punto di partenza della nomenclatura (zoologica) moderna. Di conseguenza nessun nome scientifico pubblicato prima del 1758 può rientrare a far parte della nomenclatura zoologica.

### Sviluppo moderno
L'approccio generale che Linneo scelse per classificare le specie e molti dei suoi raggruppamenti tassonomici rimase, per quasi due secoli, uno standard nella biologia.
Oggi viene generalmente accettato che la classificazione debba riflettere, mediante il principio darwiniano di discendenza comune, la filogenesi, ossia la storia evolutiva dei vari taxa, in modo tale che ognuno di essi includa una singola sezione dell'albero filogenetico. Un gruppo così costituito viene definito taxon monofiletico e differisce per la sua struttura dai taxa parafiletici e polifiletici.
Dal 1960, questa tendenza, che rispecchia il pensiero della sistematica cladistica, è emersa sempre di più, opponendosi alla classificazione tradizionale (la quale accetta anche i taxa para- e polifiletici) ed escludendo alcuni dei raggruppamenti della tassonomia linneana.
Un nuovo codice di nomenclatura, il PhyloCode, è tuttora in fase di sviluppo, ma molte delle sue regole sono in conflitto con codici di nomenclatura già stabiliti (sia per le piante che per gli animali) ed è ancora incerto come questi codici potranno coesistere in futuro.

## Esempi
Classificazioni adottate usualmente per la descrizione di tre specie: il moscerino della frutta (Drosophila melanogaster) che viene spesso utilizzato nei laboratori di genetica, l'essere umano (Homo sapiens) e la Magnolia virginiana.
Si può fare anche l'esempio di una classificazione paleontologica che utilizza lo stesso criterio biologico: ammonite, Hildoceras bifrons
 Moscerino della frutta (Drosophila melanogaster) 
| Dominio  | Eukaryota       |
| Regno    | Animalia        |
| Phylum   | Arthropoda      |
| Classe   | Insecta         |
| Ordine   | Diptera         |
| Famiglia | Drosophilidae   |
| Genere   | Drosophila      |
| Specie   | D. melanogaster |

 Uomo (Homo sapiens) 
| Dominio       | Eukaryota   |
| Regno         | Animalia    |
| Phylum        | Chordata    |
| Subphylum     | Vertebrata  |
| Superclasse   | Tetrapoda   |
| Classe        | Mammalia    |
| Sottoclasse   | Placentati  |
| Infraclasse   | Eutheria    |
| Ordine        | Primates    |
| Sottordine    | Haplorrhini |
| Superfamiglia | Hominoidea  |
| Famiglia      | Hominidae   |
| Sottofamiglia | Homininae   |
| Tribù         | Hominini    |
| Sottotribù    | Hominina    |
| Genere        | Homo        |
| Specie        | H. sapiens  |

 Magnolia virginiana 
| Dominio   | Eukaryota     |
| Regno     | Plantae       |
| Divisione | Magnoliophyta |
| Classe    | Magnoliopsida |
| Ordine    | Magnoliales   |
| Famiglia  | Magnoliaceae  |
| Genere    | Magnolia      |
| Specie    | M. virginiana |

Come si può notare in quest'ultimo esempio, molti dei taxa recano il nome del genere Magnolia (Magnoliophyta, Magnoliales etc.).
La Magnolia virginiana è stata la prima specie di questo genere ad essere nominata ed essa rappresenta, oltre che la specie tipica di questo genere, di fatto anche la forma tipica delle Angiosperme, cioè le piante a fiore che sono state recentemente incluse nella divisione Magnoliophyta.
 Hildoceras bifrons 
L'Hildoceras bifrons è una specie molto conosciuta come fossile guida del piano Toarciano (Giurassico inferiore).
| Dominio       | Eukaryota                  |
| Regno         | Animalia                   |
| Phylum        | Mollusca                   |
| Classe        | Cephalopoda                |
| Sottoclasse   | Ammonoidea                 |
| Ordine        | Ammonitida                 |
| Sottordine    | Ammonitina                 |
| Superfamiglia | Hildoceratoidea            |
| Famiglia      | Hildoceratidae             |
| Sottofamiglia | Hildoceratinae             |
| Genere        | Hildoceras                 |
| Specie        | H. bifrons Bruguiére, 1789 |

## Suffissi dei gruppi
I taxa superiori al genere recano spesso un nome che deriva dal nome del genere stesso. I suffissi usati per formare questi nomi dipendono dal regno, e, in alcuni casi, anche dal phylum e dalla classe, nel modo seguente:
| Taxon                    | Piante   | Alghe     | Funghi     | Animali |
| ------------------------ | -------- | --------- | ---------- | ------- |
| Divisione/Phylum         | -phyta   | -phyta    | -mycota    |         |
| Sottodivisione/Subphylum | -phytina | -phytina  | -mycotina  |         |
| Classe                   | -opsida  | -phyceae  | -mycetes   |         |
| Sottoclasse              | -idae    | -phycidae | -mycetidae |         |
| Ordine                   | -ales    | -ales     | -ales      |         |
| Sottordine               | -ineae   | -ineae    | -ineae     |         |
| Superfamiglia            | -acea    | -acea     | -acea      | -oidea  |
| Famiglia                 | -aceae   | -aceae    | -aceae     | -idae   |
| Sottofamiglia            | -oideae  | -oideae   | -oideae    | -inae   |
| Tribù                    | -eae     | -eae      | -eae       | -ini    |
| Sottotribù               | -inae    | -inae     | -inae      | -ina    |